# Azul (canción de Zoé)
Azul es el primer sencillo de la banda de Rock Alternativo Zoé desprendido del álbum Aztlán. Fue publicado en medios digitales el 28 de febrero del 2018

## Historia
La canción fue grabada en estudios Panoram, estudios propios de la banda ubicados en Ciudad de México 

“De hecho, grabamos todo el disco en nuestro propio estudio. Ese es uno de los motivos que hizo que la producción del álbum sea aún más placentera e íntima”
León Larregui 

El tema principal de la canción es el desamor y la dificultad de olvidar a una persona que amaste 

“El amor, en esencia, tiene varias formas. Una de ellas es el desamor. De eso se trata Azul: un desencuentro. La fuente para esta canción no fue una experiencia propia, sino la de un amigo. Se produjo un cúmulo de emociones propias de algo que no funcionó ¿Sabes? Ahí se creó una empatía. Mi amigo sufría y, por lo tanto, yo también" [1]
León Larregui